# Concerto pour orgue
 (mars 2025).
Comme tous les types de concertos, le concerto pour orgue est un genre musical consistant à associer un orgue en tant qu'instrument soliste avec un orchestre jouant le rôle d'accompagnateur. On ne doit donc pas confondre le concerto pour orgue avec d'autres genres comme la symphonie ou le colloque dans lesquels l'orgue est traité comme élément de la masse orchestrale et n'a pas de fonction soliste.
Le concerto pour orgue a connu son apogée pendant la période baroque avec des compositeurs comme Vivaldi, Haendel ou Corrette. Il faut néanmoins noter que dans cette période, l'orgue en concerto est traité à la manière d'un clavecin et la partie d'orgue ne comprend pratiquement jamais de pédalier et il n'est accompagné que par un orchestre modeste pouvant se réduire au quatuor (orchestre de chambre).
Pratiquement oublié durant la période classique, il revient au XIXe siècle par la grande porte, pour rivaliser avec le grand orchestre symphonique grâce à Saint-Saëns ou Guilmant. Le Concerto pour orgue, cordes et timbales de Poulenc est l'un des plus célèbres et des plus joués.

## Liste des concertos et œuvres concertantes pour orgue (par époque et par auteur)

### Période baroque

#### Antonio Vivaldi(1678-1741)
- Ré mineur pour violon, orgue, cordes et basse continue, RV 541
- Fa majeur pour violon, orgue, cordes et basse continue, RV 542 (douteux)
- Ut majeur pour violon, hautbois, orgue, cordes et basse continue, RV 554 (RV 554a avec violoncelle au lieu de hautbois)
- Fa majeur pour 2 violons, 2 orgues, double orchestre à cordes et basse continue, RV 584 (incomplet)
- La majeur pour 4 violons, 4 flûtes à bec, 3 violoncelles, orgue, double orchestre à cordes et basse continue, RV 585
- Ut mineur pour violon, orgue, cordes et basse continue, RV 766 (RV 510 avec 2 violons)
- Fa majeur pour violon, orgue, cordes et basse continue, RV 767 (RV 765 avec 2 violons)
- Ut majeur pour violon, orgue, cordes et basse continue, RV 774 (incomplet)
- Fa majeur pour violon, orgue, cordes et basse continue, RV 775 (incomplet)
- Ut majeur pour violon, orgue, cordes et basse continue, RV 808

#### Georg Friedrich Haendel(1685-1759)
Haendel crée le concerto pour orgue pour « meubler » les intermèdes de ses oratorios ; il tient l'orgue lui-même tout en dirigeant l'orchestre. Ces concertos (à l'exception du premier mouvement de l'opus 7 N°1) ne font appel qu'à un petit orgue dépourvu de pédalier - à Londres, à l'époque de Haendel, seul l'orgue de la cathédrale Saint Paul possédait un pédalier). Comme bien souvent chez ce compositeur, il est difficile de les dénombrer avec exactitude car toutes les variantes existent, de la composition originale au simple arrangement de compositions antérieures ou par d'autres musiciens. Il est néanmoins généralement admis qu'ils sont au nombre de 16 :
1. HWV 289 - op 4 n° 1 en sol mineur : larghetto, allegro, adagio, andante
2. HWV 290 - op 4 n° 2 en si bémol majeur : la tempo ordinario, allegro, adagio, allegro ma non troppo
3. HWV 291 - op 4 n° 3 en sol mineur : adagio, allegro, adagio, allegro
4. HWV 292 - op 4 n° 4 en fa majeur : allegro, andante, adagio, allegro
5. HWV 293 - op 4 n° 5 en fa majeur : larghetto, allegro, alla siciliana, presto
6. HWV 294 - op 4 n° 6 en si bémol majeur : andante, allegro, larghetto, allegro moderato
7. HWV 306 - op 7 n° 1 en si bémol majeur : andante, allegro, largo, adagio, allegro
8. HWV 307 - op 7 n° 2 en la majeur : overture, la tempo ordinario, la tempo ordinario II, allegro
9. HWV 308 - op 7 n° 3 en si bémol majeur : allegro, fuga, spiritoso, menuets 1 & 2
10. HWV 309 - op 7 n° 4 en ré mineur : adagio, allegro, adagio, allegro
11. HWV 310 - op 7 n° 5 en sol mineur : allegro ma non troppo, adagio, andante, menuet, gavotte
12. HWV 311 - op 7 n° 6 en si bémol majeur : pomposo, adagio, la tempo ordinario
13. HWV 295a - fa majeur (n° 13) : largo, allegro, larghetto, allegro
HWV 295b - Deuxième version : larghetto, allegro, larghetto, allegro
14. HWV 296a - la majeur (n° 14) : largo e staccato, andante, grave, allegro
HWV 296b - Deuxième version « Pasticcio Konzert » : andante, adagio, grave, andante allegro, a tempo ordinario
15. HWV 304 - ré mineur (n° 15) : andante, adagio, allegro
16. HWV 305a - fa majeur (n° 16) : concerto, allegro, andante, marche allegro
HWV 305b - Deuxième version : ouverture, allegro, andante, marche allegro

Concertos pour orgue solo :
1. HWV 297 - ré mineur, d'après HWV 328 : ouverture, air, allegro, allegro, allegro moderato
2. HWV 298 - sol majeur, d'après HWV 319 : a tempo giusto, allegro, adagio, allegro, allegro
3. HWV 299 - ré majeur, d'après HWV 323 : larghetto e staccato, allegro, presto, largo, allegro, menuet un poco larghetto
4. HWV 300 - sol mineur, d'après HWV 324 : largo e affettuoso, a tempo giusto, musette larghetto, allegro, allegro

#### Johann Sebastian Bach(1685-1750)
Johann Sebastian Bach n'a écrit aucun concerto pour orgue, bien que ce fût son instrument de prédilection, mais, admirant beaucoup Vivaldi, il a écrit des transcriptions-réductions de plusieurs de ses concertos. Il est de coutume d'appeler ces transcriptions les "Vivaldi-Bach". Il a également adapté à l'orgue seul quelques concertos d'autres auteurs :
| BWV     | tonalité        | source du concerto | mouvements                                                          |
| ------- | --------------- | --- | ------------------------------------------------------------------- |
| BWV 592 | sol majeur      | d'après Johann Ernst de Saxe-Weimar Transcription d'un concerto pour violon, cordes et continuo                                                                                               | allegro, grave (mi mineur), presto                                  |
| BWV 593 | la mineur       | d'après Antonio Vivaldi Basé sur l'Op.3 # 8 pour 2 violons et basse continue (RV 522) | allegro, adagio (ré mineur) senza pedale a due claviere, allegro    |
| BWV 594 | do majeur       | d'après Antonio Vivaldi Basé sur l'Op. 7 # 5 pour violon et basse continue (RV 208) | allegro, adagio (la mineur), recitativ, allegro - cadenza - allegro |
| BWV 595 | do majeur       | d'après Johann Ernst de Saxe-Weimar | Utilisation du 1er mouvement seulement.                             |
| BWV 596 | ré mineur       | d'après A. Vivaldi, basé sur l'Op. 3/11 (RV 565). Un manuscrit du XVIIIe siècle [D-B Mus. ms. Bach P 330], conservé à la Staatsbibliothek de Berlin attribue cette transcription à W.F. Bach. | allegro - grave - fuga, largo e spiccato, finale allegro            |
| BWV 597 | mi bémol majeur | d'un auteur inconnu | Gigue                                                               |

Dans plusieurs de ses cantates d’église, Bach a confié à l'orgue un rôle de soliste dialoguant avec l’orchestre :
- BWV 29 : Sinfonia en ré majeur
- BWV 35 : 2 Sinfonias en ré mineur
- BWV 49 : Sinfonia en mi majeur
- BWV 146 : Sinfonia en ré mineur (cf. le Concerto pour clavecin et cordes BWV 1052)
- BWV 169 : (Sinfonia) en ré majeur

#### Giuseppe Sammartini(1695-1750)
- 4 Concertos for the Harpsichord or Organ with the Instrumental Parts for Violins etc. Opera Nona (pub. 1754)

#### Michel Corrette(1709-1793)
Six Concertos pour orgue et orchestre, op. 26
- Concerto n° 1 en sol majeur : allegro, aria I, aria II, allegro
- Concerto n° 2 en la majeur : allegro, adagio, allegro
- Concerto n° 3 en ré majeur : adagio, aria, andante, adagio, allegro
- Concerto n° 4 en do majeur : allegro, aria, allegro
- Concerto n° 5 en fa majeur : allegro, aria, allegro
- Concerto n° 6 en ré mineur : allegro, andante, presto

#### Charles Avison(1709-1770)
- Eight Concertos for Organ or Harpsichord Op. 4 (éd. 1755)

#### Johann Adam Scheibl(1710-1773)
- Concerto pour orgue et orchestre en fa majeur

#### Thomas Arne(1710-1778)
Six Favourites Concertos for the Organ (pub. 1787)
- Concerto n° 1 en do majeur : largo ma con spirito, andante, allegro, minuetto
- Concerto n° 2 en sol majeur : allegro, lento, moderato, allegro, con spirito
- Concerto n° 3 en la majeur : con spirito, con spirito, minuetto, moderato
- Concerto n° 4 en si bémol majeur : con spirito, minuetto, giga moderato
- Concerto n° 5 en sol mineur : largo, allegro con spirito, adagio, vivace
- Concerto n° 6 en si bémol majeur : allegro, moderato, ad libitum, allegro, minuetto

#### John Stanley(1712-1786)
- Six Concertos for the Organ, Harpsichord or Fortepiano Op. 10 (1775)

#### Carl Philipp Emanuel Bach(1714-1788)
- Concerto pour orgue et orchestre n° 4 en si bémol majeur : con spirito, minuetto, giga
- Concerto pour orgue et orchestre n° 5 en sol mineur : largo, allegro con spirito, adagio, vivace
- Concerto pour orgue et orchestre n° 6 en si bémol majeur : allegro moderato, minuetto - variations
- Concerto pour orgue, cordes et basse continue en sol majeur : allegro di molto, largo, presto

#### Johann Stamitz(1717-1757)
- Concertos pour orgue et orchestre

#### Padre Antonio Soler(1729-1783)
Six concertos pour deux orgues ou deux clavecins (sans orchestre) :
- Concerto n° 1 en ut majeur : andante, minué (écouter)
- Concerto n° 2 en la mineur : andante-allegro, tempo di minué
- Concerto n° 3 en sol : andantino, minué
- Concerto n° 4 en fa : afectuoso, andante non largo, minué
- Concerto n° 5 en la : cantabile, minué
- Concerto n° 6 en ré : allegro-andante-allegro-andante, minué

### Période classique

#### Joseph Haydn(1732-1809)
Joseph Haydn aurait écrit sept concertos pour orgue mais le seul manuscrit autographe conservé concerne le premier (Hob XVIII:1). Le concerto Hob XVIII:7 serait d'authenticité douteuse et pourrait être une simple transcription de l'un des trios pour piano (Hob XV:40). Le concerto Hob XVIII:6 est le seul exemple de double concerto du compositeur.
- Concerto en do majeur Hob XVIII:1 : Moderato, Largo, Allegro molto, durée d'exécution d'environ un peu plus de vingt minutes ;
- Concerto en ré majeur Hob XVIII:2 : Allegro moderato, Adagio molto, Allegro, durée d'exécution d'un peu moins d'une demi-heure ;
- Concerto pour orgue, deux violons et basse en do majeur Hob XVIII:5 : Allegro moderato, Andante, Allegro, durée d'exécution d'un peu plus de dix minutes ;
- Concerto pour violon et orgue en fa majeur Hob XVIII:6 : Allegro moderato, Largo, Finale presto, durée d'exécution d'environ vingt minutes ;
- Concerto en fa majeur Hob XVIII:7 : Moderato, Adagio, Allegro, durée d'exécution d'environ un quart d'heure ;
- Concerto pour orgue, deux violons, basse, deux trompettes et tambours Hob XVIII:8 : Moderato (Allegro moderato), Adagio, Finale allegro, durée d'exécution d'environ un peu moins d'un quart d'heure ;
- Concerto en do majeur Hob XVIII:10 : Moderato, Adagio, Allegro, durée d'exécution d'un peu moins d'un quart d'heure.

#### František Brixi(1732-1771)
8 Concertos pour orgue et orchestre:
- Concerto pour orgue et orchestre No. 1 en do majeur
- Concerto pour orgue et orchestre No. 2 en do majeur
- Concerto pour orgue et orchestre No. 3 en ré majeur
- Concerto pour orgue et orchestre No. 4 en ré majeur
- Concerto pour orgue et orchestre No. 5 en fa majeur
- Concerto pour orgue et orchestre No. 6 en sol majeur
- Concerto pour orgue et orchestre No. 7 en sol majeur
- Concerto pour orgue et orchestre No. 8 en ré majeur

#### Jean-Baptiste Vanhal(1739-1813)
- Concerto pour orgue et orchestre

#### Antonio Salieri(1750-1825)
- Concerto pour orgue et orchestre en do majeur (v. 1779)

#### Wolfgang Amadeus Mozart(1756-1791)
- Dix-sept sonates d'église, dont huit dont l'orgue a une partie de solo obbligato :
- Sonate d'église no 7 en fa majeur, K. 224/K. 241a (1776)
- Sonate d'église no 8 en la majeur, K. 225/K. 241b (1776)
- Sonate d'église no 10 en fa majeur, K. 244 (1776)
- Sonate d'église no 11 en ré majeur, K. 245 (1776)
- Sonate d'église no 12 en do majeur, K. 263 (1776)
- Sonate d'église no 15 en do majeur, K. 328/K. 317c (1779)
- Sonate d'église no 16 en do majeur, K. 329/K. 317a (1779)
- Sonate d'église no 17 en do majeur, K. 336/K. 336d (1780)

#### Charles Wesley(1757-1834)
- Six Concertos for the Organ and Harpsichord (pub. 1781)

### Période romantique

#### Ferdinando Paër(1772-1839)
- Concerto en ré majeur pour orgue et orchestre

#### François-Joseph Fétis(1784-1871)
- Fantaisie symphonique pour orgue et orchestre

#### Camille Saint-Saëns(1835-1921)
- Symphonie no 3 en ut mineur avec orgue, op. 78 (1886)

#### Alexandre Guilmant(1837-1911)
- Symphonie nº 1 en ré mineur pour orgue et orchestre, op. 42a (1879)
- Marche-fantaisie en fa majeur pour orgue et orchestre, op. 44 n° 3 (1886)
- Méditation sur le Stabat mater pour orgue et orchestre, op. 63 (1886)
- Allegro en fa majeur pour orgue et orchestre, op. 81 (1894)
- Final alla Schumann sur un noël languedocien pour orgue et orchestre, op. 83 (1897)
- Symphonie n° 2 en la majeur pour orgue et orchestre, op. 91a (1906)

#### Josef Rheinberger(1839-1901)
- Concerto en fa majeur op. 137
- Concerto en sol mineur op. 177

#### Charles-Marie Widor(1844-1937)
- Symphonie No. 3 pour orgue et orchestre, op. 69 (1894)
- Symphonie No. 6 en sol mineur pour orgue et grand orchestre, op. 42 (1882)
- Sinfonia sacra pour orgue et orchestre, op. 81 (1908)

#### Charles Villiers Stanford(1852-1924)
- Concert Piece pour orgue et orchestre, op. 181 (1921)

#### Marco Enrico Bossi(1861-1925)
- Concerto pour orgue, cordes, 4 cors et timbales en la mineur, op. 100 (1900)
- Konzertstück en do mineur pour orgue et orchestre, op. 130 (1908)

#### Horatio Parker(1863-1919)
- Concerto in E flat minor for Organ and Orchestra, op. 55 (1902)

#### Richard Strauss(1864-1949)
- Festliches Präludium pour orgue et grand orchestre, op. 61 (1913)

### Période moderne

#### Louis Vierne(1870-1937)
- Pièce symphonique, pour orgue et orchestre (1926) - arrangements de mouvements des 3 premières symphonies pour orgue seul.

#### Charles Tournemire(1870-1939)
- Poème pour orgue et orchestre (1910)

#### Joseph Jongen(1873-1943)
- Hymne pour orgue et orchestre, op. 78 (1924/26), arrangement de la version pour piano et harmonium
- Symphonie concertante pour orgue et orchestre, op. 81 (1927)
- Alleluia pour orgue et orchestre, op. 112 (1940)

#### Alexandre Goedicke(1877-1957)
- Concerto pour orgue et orchestre à cordes, op. 35 (1927)

#### Artur Kapp(1878-1952)
- Concerto n°1 en fa majeur sur E-A-B-E pour orgue et orchestre (1934)
- Concerto n°2 en ut mineur pour orgue et orchestre (1946)

#### Ottorino Respighi(1879-1936)
- Suite en sol majeur P. 58 pour orgue et orchestre à cordes (1905)

#### Walter Braunfels(1882-1954)
- Concerto for Organ, Boys Choir and orchestra, op. 38 (1927)

#### Alfredo Casella(1883-1947)
- Concerto Romano pour orgue, timbales, cuivres et cordes, op. 43 (1926)

#### Marcel Dupré(1886-1971)
- Symphonie en sol mineur pour orgue et orchestre, op. 25 (1927)
- Concerto en mi mineur pour orgue et orchestre, op. 31 (1931)

#### Hans Gál(1890-1987)
- Concertino for Organ and String Orchestra, op. 55 (1954)

#### Hendrik Andriessen(1892-1981)
- Concerto pour orgue et orchestre (1950)

#### Walter Piston(1894-1976)
- Prelude and Allegro for Organ and Strings (1943)

#### Paul Hindemith(1895-1963)
- Kammermusik n° 7, concerto pour orgue et orchestre à vent, opus 46/2 (1927)
- Concerto pour orgue et orchestre (1962)

#### Leo Sowerby(1895-1968)
- Medieval Poem, for organ and orchestra (1926)
- Organ Concerto no. 1 (1937)
- Classic Concerto, for organ and string orchestra (1944)
- Concerto in C, for organ and orchestra
- Concert Piece for Organ and Orchestra H. 307 (1951)

#### Howard Hanson(1896-1981)
- Concerto pour orgue, harpe et orchestre à cordes, opus 22, n° 3(1921)
- Concerto pour orgue et orchestre op. 27 (1926)

#### Francis Poulenc(1899-1963)
- Concerto pour orgue, orchestre à cordes et timbales en sol mineur (1938)

#### Jón Leifs(1899-1968)
- Concerto pour orgue et orchestre op. 7 (publié en 1930)

#### William Lovelock(1899-1986)
- Sinfonia Concertante for organ and orchestra (1968)

#### Aaron Copland(1900-1990)
- Symphony for organ and orchestra (1924)

#### Bernard Reichel(1901-1992)
- Concerto pour orgue et orchestre à cordes (1946)

#### Vittorio Giannini(1903-1966)
- Concerto pour orgue et orchestre (1937)

#### Flor Peeters(1903-1986)
- Concerto pour orgue et orchestre op. 52 (1944)

#### Paul Creston(1906-1985)
- Symphony n° 6 Organ Symphony op. 118, pour orgue et orchestre (1981)

#### Normand Lockwood(1906-2002)
- Concerto for Organ and Brasses (1952)

#### Jean Langlais(1907-1991)
- Premier Concerto pour orgue ou clavecin et orchestre (1949)
- Deuxième Concerto pour orgue et orchestre à cordes (1961)
- Troisième Concerto « Réaction » pour orgue, orchestre à cordes et timbales (1971)

#### Harald Genzmer(1909-2007)
- Concerto pour orgue et orchestre (1970)
- Concerto pour orgue, orchestre et percussion (1974)

#### Samuel Barber(1910-1981)
- Toccata Festiva for Organ and Orchestra Op. 36

#### Marcel Landowski(1915-1999)
- Symphonie concertante pour orgue et orchestre (1993)

#### Lou Harrison(1917-2003)
- Organ Concerto with Percussion (1973)

#### Gabriël Verschraegen(1919-1981)
- Concerto pour orgue, orchestre à cordes et timbales

#### Roger Calmel(1920-1998)
- Concerto pour orgue, cordes et percussion (1970)

#### Rolande Falcinelli(1920-2006)
- Choral et Variations sur le Kyrie Eleison de la Messe Orbis Factor op. 12 pour orgue et orchestre (1942)
- Mausolée à la gloire de Marcel Dupré pour orgue et orchestre op. 47 (1971-73, inédit): Prélude - Fugue - Choral

#### Jeanne Demessieux(1921-1968)
- Poème op. 9 pour orgue et orchestre (1949), Paris: Durand, 1952.

#### Malcolm Arnold(1921-2006)
- Concerto pour orgue et orchestre (1954)

#### Pierre Petit(1922-2000)
- Concertino pour orgue, instruments à cordes et percussions (1958), pour Pierre Cochereau

#### Revol Bunin(1924-1976)
- Concerto pour orgue et orchestre de chambre en sol mineur, op. 33 (1961)

#### Pierre Cochereau(1924-1984)
- Concerto pour orgue et orchestre en ut dièse majeur (1951; inédit)

#### Boris Tchaïkovski(1925-1996)
- Six études pour orgue et orchestre à cordes (1976)

#### Charles Chaynes(1925)
- Concerto pour orgue, cordes, timbales et percussions d'après le Cantique Spirituel de Saint Jean de la Croix (1973)

#### Raymond Daveluy(1926-2016)
- Concerto en mi pour orgue et orchestre (1981, rév. 1988)

#### Ján Zimmer(en)(1926-1993)
- Concerto pour orgue et orchestre à cordes, op. 27 (1957)
- Chamber Concerto pour orgue, orchestre à cordes et percussions, op. 102 (1983)
- Concerto polifonico pour orgue et orchestre, op. 108 (1986)

#### Max Pinchard(1928)
- Concerto Giocoso, pour orgue et cordes

#### Kenneth Leighton(1929-1988)
- Concerto pour orgue, orchestre à cordes et percussions (1970)

#### Petr Eben(1929-2007)
- Concerto pour orgue et orchestre no  1 (Symphonia gregoriana), (1954)
- Concerto pour orgue et orchestre no  2 (1983)

### Période contemporaine

#### Jean Guillou(1930-2019)
- Inventions pour orgue et orchestre de chambre (Concerto n° 1) op. 7 (1960)
- Concerto Héroïque pour orgue et orchestre symphonique (Concerto n° 2) op. 10 (1963/1987)
- Concerto n° 3 pour orgue et orchestre à cordes op. 14 (1965)
- Concerto n° 4 pour orgue et orchestre op. 31 (1978)
- Concerto n° 5 « Roi Arthur » pour orgue et quintette de cuivres op. 35 (1981)
- Concerto 2000 pour orgue et orchestre symphonique op. 62 (2000)
- Concerto n° 6 pour orgue et orchestre symphonique op. 68 (2002)
- Concerto n° 7 pour orgue et orchestre de 40 musiciens op. 70 (2006)

#### Malcolm Williamson(1931-2003)
- Concerto pour orgue et orchestre (1961)

#### Charles Camilleri(1931-2009)
- Concerto pour orgue et orchestre (1983)

#### Sergueï Slonimski(1932)
- Concerto slave, pour orgue et cordes

#### Michael Colgrass(1932)
- Snow Walker for organ and orchestra (1990)
- Side by Side for organ/piano and orchestra (2007)

#### Aubert Lemeland(1934-2010)
- Épitaphe française, pour orgue, trompette et cordes (2008)

#### William Mathias(1934-1992)
- Concerto pour orgue et orchestre op. 91 (1984)

#### Peter Dickinson(1934)
- Concerto pour orgue et orchestre (1971)

#### Manfred Weiss(1935)
- Concerto pour orgue, orchestre à cordes et percussion (1975)

#### Rainer Kunad(1936-1995)
- Concerto pour orgue, deux orchestres à cordes et timbales (1969)

#### Jacques Hétu(1938-2010)
- Concerto pour orgue et orchestre op. 68 (2000; éditions Doberman-Yppan)

#### Jean-Pierre Leguay(1939)
- Étoilé pour clavecin ou orgue positif et ensemble instrumental (1981)
- Aube pour orgue (positif) et orchestre de chambre (1986)

#### Michael Radulescu(1943)
- Epiphaniai pour orgue et ensemble instrumental (1987)

#### Daniel E. Gawthrop(1949)
- Concerto for Organ and Orchestra (2004)

#### Stephen Paulus(1949)
- Concerto for Organ, Chorus and Orchestra
- Concerto for Organ, Strings and Percussion (1992)
- Grand Concerto for Organ and Orchestra (2004)
- Double Concerto for Piano and Organ with Strings and Percussion (c. 2010)

#### Denis Bédard(1950)
- Concerto pour orgue et orchestre à cordes (2000; éd. Cheldar)

#### Jeffrey Brody(1950)
- Concerto pour orgue et orchestre (1995)

#### John Buckley(1951)
- Concerto for Organ and Orchestra (1992) commissioned in 1991 for the new organ in Dublin's National Concert Hall

#### Gerald Levinson(1951)
- Toward Light for organ and orchestra (2006)

#### Naji Hakim(1955)
- Concerto (no 1) pour orgue et cordes (1988)
- Seattle Concerto  (no 2) pour orgue et orchestre (2000)
- Concerto no 3 pour orgue et cordes (2003)
- Concerto no 4 pour orgue et orchestre de chambre "Det strømmende og uudslukkelige..." (2007)

#### Youri Kasparov(1955)
- Meditation-DSCH, pour orgue et cordes (2000)
- Obélisque, concerto pour orgue et orchestre symphonique (2006)

#### Hans-André Stamm(1958)
- Concerto pour orgue et orchestre (2005)

#### James MacMillan(1959)
- A Scotch Bestiary for organ and orchestra (2004)

#### Kevin Weed(vers 1960)
- Concerto pour orgue et orchestre (2009)

Kay Johannsen (1961)
- Concerto pour orgue, cordes et percussions (2014)

#### Thierry Escaich(1965)
- Premier Concerto pour orgue et orchestre (1995)
- Deuxième Concerto pour orgue, orchestre à cordes et percussions (2006)
- La Barque solaire pour orgue et orchestre (2008)

#### Régis Campo(1968)
- Le Songe, concerto pour orgue positif et cordes (1995)
- Celestial City pour orgue et ensemble instrumental (2001)
- La Stravaganza pour orgue positif et orchestre à cordes (2006)

#### Richard Dubugnon(1968)
- Arcanes concertants, concerto pour orgue, cordes et percussion op. 38 (2007)

#### Leonid Karev(1969)
- Mots Interrompus pour orgue et orchestre (2007)

#### Gavriil Popov(1904-1972)
- Concerto pour orgue (1970)

#### Eugenio Maria Fagiani(1972)
- Concerto pour orgue et cordes op. 98 (2009)

#### Julien Bret(1974)
- Concerto pour orgue et cordes

#### Jean-Baptiste Robin(1976)
- Mecanic Fantasy, Concerto pour orgue, orchestre à cordes et timbales (2013)

#### Frederik Magle(1977)
- Concerto for Organ and Orchestra "The Infinite Second" (1994)

#### Valentin Villard(1985)
- Concerto pour orgue et orchestre à cordes op. 46 (2009)

#### Corentin Boissier(1995)
- The Phantom of the Opera, Concerto pour orgue et orchestre en ré mineur (2010)

#### Pascal Dusapin(1955)
- Waves, Duo pour orgue et orchestre (2019)

#### Benoît Mernier(1964)
- Concerto pour orgue et grand orchestre (2017)

#### Philipp Maintz(1977)
- de figuris, Concerto pour orgue et grand orchestre (2020), Commande du Palais des Beaux Arts de Bruxelles

#### Adrien Tsilogiannis(1982)
- L'Atalante, Concerto pour orgue, ensemble à cordes et timbales (2025)

### Partitions gratuites
- IMSLP Nombreuses partitions du domaine public.